# 張鈞甯
張鈞甯（1982年9月4日—），臺灣女演員，出生於西德慕尼黑，2002年以電視劇《流星花園2》開始演藝生涯，在2006年《白色巨塔》播出後漸漸開始受到矚目，並於2007年憑藉電影《情非得已之生存之道》入圍第44屆金馬獎最佳女配角。她在演藝生涯期間同時兼顧着學業，最終於2010年畢業於國立中央大學產業經濟研究所法律組碩士班。
2010年代起，張鈞甯開始進軍中國大陸，演藝事業跨足兩岸，其中又以《武媚娘傳奇》、《如懿傳》和《緝魂》的表現獲得兩岸觀眾的關注。

## 背景

### 出身
在德國慕尼黑出生，四歲時舉家遷回臺灣。而張家是臺灣臺中大雅的望族；祖父張瑞楨曾擁有「宮原眼科」古蹟（原台中市衛生院）的房產；父親是國立臺灣大學社會學系、國家發展研究所合聘教授張志銘；母親是兒童文學作家鄭如晴（亦於國立臺灣藝術大學擔任講師，講授「小說賞析與創作」、「兒童文學」）。張父申請到德國慕尼黑大學研究所後，便帶著張母至德國留學，張母在德國生下兩姊妹，回國後隔幾年夫妻離婚。姐姐現在為某知名創意公司的創意總監。張鈞甯畢業於景美女中、國立臺北大學法律學系財經法學組；成為演員後，仍然繼續其學業。2010年6月，取得國立中央大學產經所法律組碩士學位。2018年獲第十八屆國立臺北大學傑出校友。

### 出道
被發掘的過程是個意外。有天在街上接受工讀生的邀請填寫問卷，沒想到幾個月後，這位工讀生成為藝人經紀的助理，一時想到了充滿學生氣息的張鈞甯，就這樣進入了演藝圈，初期以拍攝音樂錄影帶及廣告為主。2003年，張在電視劇《心動列車》首次演出。2006年，因主演電視劇《白色巨塔》中的個性獨立的女醫師而受到矚目。

### 名字
其名的「甯」，正確為異體字「𡩋」（宀+心+冉），發音同「寧」（ㄋ一ㄥˊ），因一般電腦輸入不易，張鈞甯本人認可用「甯」代替。依據教育部重編國語辭典修訂本，只有表示姓氏時，「甯」發「佞」音（ㄋ一ㄥˋ），其他發音同「寧」。由於現「𡩋」字僅存在《小學》典籍中，十分罕見，瀏覽器需支援Unicode擴展B區字型才能顯示。

## 戲劇作品

### 電視劇
| 首播年度 | 播出頻道                       | 劇 名                    | 飾 演                          |
| -------- | ------------------------------ | ------------------------ | ------------------------------ |
| 2002     | 華視                           | 流星花園2                | 西門的秘書                     |
| 2003     | 公視                           | 赴宴                     | 陳怡欣                         |
| 2003     | 衛視中文台                     | 心動列車                 | 年輕時的小五／（許慧欣小時候） |
| 2004     | 公視                           | 絕地花園單元五之《英雄》 | 未知                           |
| 2006     | 中視                           | 白色巨塔                 | 關欣                           |
| 2007     | 公視                           | 我在墾丁天氣晴           | 丁曉緯                         |
| 2008     | 華視／八大綜合台               | 蜂蜜幸運草               | 何亞弓                         |
| 2009     | 公視／TVBS歡樂台               | 痞子英雄                 | 藍西英                         |
| 2010     | 中視                           | 天涯織女                 | 黃巧兒                         |
| 2011     | 中視                           | 幸福最晴天               | 方詠詠                         |
| 2011     | 華視／東森綜合台               | 真心請按兩次鈴           | 鄭小襄                         |
| 2012     | 中視                           | 幸福三顆星（客串）       | 方詠詠                         |
| 2012     | 湖南衛視／年代MUCH             | 童話二分之一             | 趙庭諼（姊姊）／趙庭雨（妹妹） |
| 2012     | 浙江衛視／公視                 | 回家                     | 溝口雪子（林秀雪）             |
| 2013     | 搜狐／（網路聯播）             | 微電視劇- 樂俊凱         | 勵夜                           |
| 2013     | 湖南衛視／中天娛樂台           | 最美的時光               | 蘇蔓                           |
| 2014     | 中視HD台                       | 七個朋友（客串）         | Cut                            |
| 2014     | 民視／八大綜合台               | 你照亮我星球             | 章曼玲                         |
| 2014     | 湖南衛視／中視                 | 武媚娘傳奇               | 徐慧                           |
| 2015     | 湖南衛視／中視                 | 少年四大名捕             | 楚映雪（楚離陌）               |
| 2017     | 山東衛視／湖北衛視             | 女管家                   | 東方靖琪（吳小七）             |
| 2017     | 浙江衛視／北京衛視／緯來綜合台 | 深夜食堂（客串）         | 孫可唯                         |
| 2017     | 江蘇衛視／安徽衛視／中視       | 大军师司马懿之军师联盟   | 柏靈筠                         |
| 2017     | 中視                           | 军师联盟之虎啸龙吟       | 柏靈筠                         |
| 2018     | 騰訊視頻                       | 幸福，近在咫尺（客串）   | 護士                           |
| 2018     | TVBS歡樂台                     | 翻牆的記憶（客串）       | 許淑靜                         |
| 2018     | 衛視中文台                     | 九州·海上牧雲記 （客串） | 銀容                           |
| 2018     | 湖南衛視                       | 溫暖的弦                 | 溫暖                           |
| 2018     | 騰訊視頻                       | 如懿傳                   | 珂里葉特·海蘭                  |
| 2020     | 愛奇藝                         | 唐人街探案(網絡劇)       | IVY                            |
| 2020     | 公視、八大綜合台               | 故事宮寓                 | 青瓷無紋水仙盆                 |
| 2021     | 愛奇藝                         | 不說再見                 | 歐可欣                         |
| 2021     | HBO                            | 誰在你身邊               | 曾詠琪                         |
| 2021     | 優酷                           | 女心理師                 | 溫赫                           |
| 2024     | 愛奇藝                         | 唐人街探案2              | IVY                            |
| 2025     | 公視                           | 化外之醫                 | 鄭琬平                         |
| 2025     |                                | 長河落日                 | 葉碧瑩                         |
| 2026     |                                | 時候                     |                                |
| 2026     | 我們的藍調時光                 |                          |                                |

### 電影
| 上映年份 | 電影名稱                                      | 飾演               | 導演     |
| 2004年   | 夢遊夏威夷                                    | 陳欣欣             | 徐輔軍   |
| 2005年   | 南方紀事之浮世光影                            | 桂香               | 黃玉珊   |
| 2006年   | 心靈之歌                                      | 祖慧               | 吳宏翔   |
| 2006年   | 詭絲                                          | 和美               | 蘇照彬   |
| 2007年   | 情非得已之生存之道                            | 甯甯               | 鈕承澤   |
| 2007年   | 鬪茶                                          | 如花               | 王也民   |
| 2008年   | 殺人犯                                        | 程希愛 Hazel       | 周顯揚   |
| 2009年   | 獵豔                                          | 楊如儀             | 卓立     |
| 2009年   | 不能飛的鳥                                    | 袁圓               | 小出正雪 |
| 2011年   | 賽車傳奇                                      | 林韋彤             | 羅義民   |
| 2012年   | 初到東京                                      | 奈菜子             | 蔣欽民   |
| 2012年   | 痞子英雄首部曲：全面開戰                      | 藍西英（聲音演出） | 蔡岳勳   |
| 2012年   | 微電影：晴雨之間                              | 鋼牙妹             | 程孝澤   |
| 2013年   | 《勇敢世代》系列微電影：Dare To Love 勇敢去愛 | 張鈞甯             | 未知     |
| 2014年   | 只要一分鐘                                    | 蔡琬真             | 陳慧翎   |
| 2014年   | 痞子英雄二部曲：黎明升起                      | 藍西英             | 蔡岳勳   |
| 2015年   | BenQ家的微電影： 愛很簡單 從投開始            | 林太太             | 羅景壬   |
| 2016年   | 公益電影：一條沒有變成藍色的魚                | 方清               | 林哲樂   |
| 2016年   | BenQ家的微電影三部曲：做個戀家的人            | 三個太太           | 羅景壬   |
| 2016年   | 艾莉絲的婚禮                                  | 艾莉絲             | 羅景壬   |
| 2017年   | 六人晚餐                                      | 曉藍               | 李遠     |
| 2018年   | 閨蜜2                                         | 嘉嵐               | 黃真真   |
| 2018年   | 大轟炸                                        | 錢雪               | 蕭鋒     |
| 2020年   | 我們永不言棄                                  | 周自在（客串）     | 周顯揚   |
| 2020年   | 孤味                                          | 阿眉（客串）       | 許承傑   |
| 2021年   | 緝魂                                          | 阿爆(劉姿君)       | 程偉豪   |
| 2021年   | 唐人街探案3                                   | IVY                | 陳思誠   |
| 2021年   | 第一爐香                                      | 睨儿               | 許鞍華   |
| 2023年   | 學爸                                          | 高亞琳             | 蘇亮     |
| 2023年   | 查無此心                                      | 吳潔               | 曾英庭   |
| 2023年   | 最好的相遇                                    | 吳燕子             | 哈智超   |
| 2023年   | 瞞天過海                                      | 喬文娜             | 陳卓     |
| 2024年   | 默殺                                          | 李涵               | 柯汶利   |
| 2024年   | 749局                                         | 孫二娘             | 陸川     |
| 2024年   | 為我辦一場西式的喪禮                          | 輔導老師           | 游翰庭   |
| 待上映   | 大神探                                        |                    | 柯汶利   |

### 舞台剧
| 年份   | 片名                                 | 飾演          |
| 2005年 | 五月天音樂概念電影《未來》           | 小玲          |
| 2006年 | 董氏基金會憂鬱關懷短片《記錄》       | 瑋瑋          |
| 2006年 | 《静夜星空》                         | 小楓          |
| 2008年 | 金馬獎開場短片《臺灣人的電影夢》     | 張鈞甯        |
| 2009年 | 《不能飛的鳥》                       | 繪本畫家→袁圓 |
| 2012年 | 林宥嘉《大小說家》影音館短片《春遊》 | 沈春遊        |
| 2012年 | 林宥嘉《大小說家》影音館短片《遠夏》 | 沈春遊        |
| 2020年 | Ford汽車《再見17》                   | 主管          |
| 2020年 | pchome購物《未來清單》               | 張鈞甯        |
| 2021年 | Ford汽車《忘了「你」以外的》         | 主管          |
| 2021年 | pchome購物《清單速配中》             | 張收收        |

| 日期                                                       | 劇名                         | 飾演    |
| 2008年9月12、13日                                          | 幾米音樂劇《向左走向右走》   | 翻譯家L |
| 2013年9月27－29日，10月4、5、12、19、26日，12月7日(共14場) | 綠光劇團 世界劇場 《Closer》 | 愛麗絲  |

### 配音
| 年份          | 片名                     | 配音角色  |
| 2009年        | 動畫片《怪獸大戰外星人》 | 蘇珊·墨菲 |
| 2012年9月28日 | 動畫片 《巴黎魅影》      | 露西亞    |

### 導讀
| 年份           | 播出頻道                                          | 備注                                                                                  |
| 2011年10月10日 | 國家地理頻道—建國百年大賞「綻放真台灣」系列紀錄片 | （「綻放真台灣4」系列：「台灣動物之光」、「超級遊艇」、「垃圾寶藏」與「星空搜捕手」） |

### 音樂錄影帶(MV)
- 2002年 張清芳《瓦上的舞蹈》
- 2002年 張智成《完美》
- 2002年 高慧君《我學不會》
- 2002年 張學友《咖啡》
- 2002年 周杰倫《回到過去》（不是主角，開頭20秒内，穿橘黄色衣服，演JAY的同學。）
- 2003年 潘越雲《舊情人》
- 2004年 王傑《不孤單》
- 2004年 邱澤《Remember》
- 2004年 鍾漢良《流向巴黎》
- 2005年 萬芳《夜照亮了夜》
- 2005年 永邦《野百合也有春天》
- 2005年 阿杜《下雪》
- 2005年 五月天《牙關》
- 2006年 藍又時《曾經太年輕》
- 2006年 動力火車《我答應你》
- 2007年 信《我恨你》
- 2008年 韓國T.G.U.S组合《I believe in》
- 2008年 韓國T.G.U.S组合《中文名：跟著心的指揮》
- 2009年 COLOR《哭出来》合作：趙又廷
- 2012年 羅志祥《不具名的悲傷》合作：羅志祥、陸廷威
- 2012年 張懸《兩者》合作：張懸、吳青峰
- 2012年 林宥嘉《浪費》合作：林宥嘉
- 2012年 林宥嘉《拾荒》合作：林宥嘉
- 2013年 王宥勝《都給妳》合作：王宥勝
- 2013年 陶晶瑩《我不祝福》合作：陶晶瑩
- 2019年 五月天《瘋狂世界 MaydayBlue20th》合作：楊祐寧
- 2019年 吳青峰《太空人》合作：林柏宏
- 2020年 吳青峰《Outsider》合作：林柏宏
- 2024年 告五人《就說你想說的》
- 2025年 周興哲《我們沒開始》合作：林柏宏

## 音樂作品

### 單曲
| 年份      | 演唱人                                                    | 曲目         | 收錄                                   |
| --------- | --------------------------------------------------------- | ------------ | -------------------------------------- |
| 2008年5月 | （Clover幸運草樂團） 鄭元暢+彭于晏+張鈞甯+伊藤千晃+李國毅 | 幸運草的祝福 | （收錄於《蜂蜜幸運草》電視原聲帶）     |
| 2008年9月 | 張鈞甯                                                    | 誰也不欠     | （收錄於《向左走向右走》音樂劇原聲帶） |
| 2008年9月 | 陳柏霖+張鈞甯+徐堰鈴+周明宇+梁小衛+Ensembl                | 有時候愛     | （收錄於《向左走向右走》音樂劇原聲帶） |
| 2014年    | 張鈞甯+鄭元暢                                             | 愛情引力     | （收錄於《你照亮我星球電視原聲帶》）   |

## 獎項紀錄
| 年份   | 頒獎典禮                              | 獎項                 | 作品                   | 角色   | 結果 |
| ------ | ------------------------------------- | -------------------- | ---------------------- | ------ | ---- |
| 2007年 | 第44屆金馬獎                          | 最佳女配角           | 《情非得已之生存之道》 | 甯甯   | 提名 |
| 2008年 | 第10屆台北電影獎                      | 最佳女演員           | 《情非得已之生存之道》 | 甯甯   | 獲獎 |
| 2015年 | 2015時尚星秀年度盛典                  | 年度最具突破女演員獎 | 《武媚娘傳奇》         | 徐慧   | 獲獎 |
| 2018年 | 第24屆華鼎獎                          | 百強電視劇最佳女配角 | 《大軍師司馬懿》       | 柏靈筠 | 獲獎 |
| 2018年 | 2018國劇盛典                          | 年度表現力女演員     | 《溫暖的弦》           | 溫暖   | 獲獎 |
| 2023年 | 第25屆台北電影獎                      | 最佳女主角           | 《查無此心》           | 吳潔   | 提名 |
| 2024年 | 第5屆台灣影評人協會獎                 | 最佳女演員           | 《查無此心》           | 吳潔   | 提名 |
| 2024年 | 第37屆東京國際電影節-中國電影週金鶴奬 | 最佳女主角獎         | 《默殺》               | 李涵   | 獲獎 |
| 2024年 | 第12屆紐西蘭亞太影展                  | 最佳女主角獎         | 《默殺》               | 李涵   | 獲獎 |

## 爭議
2021年9月，有人在新浪微博挖出張鈞甯的碩士畢業論文題為《我國演藝人員經濟管理之法治問題》，且將台灣劃為國家，末尾日期格式出現「中華民國」字樣。在中国大陆反对台独的輿論影響下，張鈞甯在主演電視劇 《女心理師》中的戲份被刪除，名字被除。隨著事件發酵，張鈞甯工作室於9月6日發表聲明，稱張鈞甯「一直堅定認同自己的中國人身份」，批評部分網民惡意造謠，利用地域製造矛盾，表示將追究相關人士的法律責任。隨後，張鈞甯本人轉發工作室聲明，再度重申自己「不是台獨」，又指「五千年中華文明讓我們學會的是堂堂正正頂天立地的中華兒女之道」。《环球时报》则公开质疑此事件为民进党网军为挑拨两岸情绪而在微博上制造，而制造此新闻的目的在于使得台湾民众增强对大陆的仇视心理。

## 外部連結
- 張鈞甯的新浪微博
- 張鈞甯的Instagram帳戶
- 張鈞甯在互联网电影资料库（IMDb）上的資料（英文）
- 在AllMovie上張鈞甯的頁面（英文）
- 張鈞甯在香港影庫上的簡介
- 張鈞甯在豆瓣上的资料（简体中文）
- 張鈞甯在时光网上的簡介（简体中文）
- 張鈞甯在台灣電影網上的資料（繁體中文）